# غالب بن أبجر المزني
غالب بن أبجر المزني صحابي صحب رسول الله صلى الله عليه وسلم وهو من الكوفة.

## سيرته
اسمه غالب بن أَبجَرُ المزني أخرجه ابنُ منده، وأبو نُعَيْمَ، وقال: اختُلِفَ فيه، فقيل: ابن أَبْجَرَ، وقيل: أبجر، وصوابه: غالب بن أبجر، وقيل: غالب بن دِيخ؛ ولعله جدّه.
قَالَ أَبُو حَاتِم الرّازِي: له صحبة، وهو كوفي،

## روايته
- عن عَبْدِ اللَّهِ بْنِ بِشْرٍ، عن نَاسٍ مِنْ مُزَيْنَةَ الظَّاهِرَةِ، أَنَّ سَيِّدَنَا أَبْجَرَ، أَوِ ابْنِ أَبْجَرَ سَأَلَ النَّبِيَّ صَلَّى اللَّهُ عَلَيْهِ وَسَلَّمَ فَقَالَ: يَا رَسُولَ اللَّهِ، لَمْ يَبْقَ مِنْ مَالِي إِلا حُمُّرِيُّ، فَقَالَ رَسُولُ اللَّهِ صَلَّى اللَّهُ عَلَيْهِ وَسَلَّمَ: أَطْعِمْ أَهْلَكَ مِنْ سَمِينِ مَالِكَ، فَإِنَّمَا حَرَّمْتُهَا مِنْ أَجْلِ جَوَّالِ الْقَرْيَةِ

رَوَاهُ أَبُو دَاوُدَ
- عن شُعْبَةَ، قَالَ: سَمِعْتُ عُبَيْدًا أَبَا الْحَسَنِ، قَالَ: سَمِعْتُ عَبْدَ اللَّهِ بْنَ مَعْقِلٍ، عن عَبْدِ الرَّحْمَنِ بْنِ بِشْرٍ، أَنَّ نَاسًا مِنْ أَصْحَابِ النَّبِيِّ صَلَّى اللَّهُ عَلَيْهِ وَسَلَّمَ حَدَّثُوا ، أَنَّ سَيِّدَ مُزَيْنَةَ ابْنَ الأَبْجَرِ سَأَلَ النَّبِيَّ صَلَّى اللَّهُ عَلَيْهِ وَسَلَّمَ فَقَالَ: " إِنَّهُ لَمْ يَبْقَ مِنْ مَالِي مَا أُطْعِمُ أَهْلِي إِلا حُمُرِيٌّ "، فَذَكَرَ مِثْلَهُ

أَخْرَجَهُ ابْنُ مَنْدَهْ، وَأَبُو نُعَيْمِ
| الأسم                            | الشهرة                                           | الرتبة                             |
| خالد بن سعد                      | خالد بن سعد الكوفي                               | ثقة                                |
| عبد الرحمن بن بشر بن مسعود       | عبد الرحمن بن بشر الأنصاري                       | صدوق حسن الحديث                    |
| عبد الرحمن بن معقل بن مقرن       | عبد الرحمن بن معقل المزني                        | ثقة تكلموا في روايته عن أبيه لصغره |
| عبد الله بن بسر بن أبي بسر       | عبد الله بن بسر النصري / ولد في :2 / توفي في :96 | صحابي                              |
| عبد الله بن عمرو بن رويم         | عبد الله بن عمرو بن لويم                         | صحابي                              |
| عبد الله بن معقل بن مقرن         | عبد الله بن المغفل المزني / توفي في :88          | ثقة                                |
| عبيد بن الحسن                    | عبيد بن الحسن المزني                             | ثقة                                |
| معقل بن يسار بن عبد الله بن معبر | معقل بن يسار المزني / توفي في :61                | صحابي                              |
| عبد الرحمن بن مقرن بن عائذ       | عبد الرحمن بن مقرن المزني                        | صحابي                              |

## الجرح والتعديل
ذكره في الصحابة غير واحد، والحديث الذي أخرجه له أبو داود أورده من طرق أكثرها معلق، ولم يذكر المزي منها إلا الموصول وهو الأول